# Billboardlistans förstaplaceringar 1992
Detta är en lista över 1992 års förstaplaceringar på Billboardlistan Hot 100. 

## Listhistorik
| Datum        | Låt                               | Artist                        |
| 4 januari    | "Black or White"                  | Michael Jackson               |
| 11 januari   | "Black or White"                  | Michael Jackson               |
| 18 januari   | "Black or White"                  | Michael Jackson               |
| 25 januari   | "All 4 Love"                      | Color Me Badd                 |
| 1 februari   | "Don't Let the Sun Go Down on Me" | George Michael och Elton John |
| 8 februari   | "I'm Too Sexy"                    | Right Said Fred               |
| 15 februari  | "I'm Too Sexy"                    | Right Said Fred               |
| 22 februari  | "I'm Too Sexy"                    | Right Said Fred               |
| 29 februari  | "To Be with You"                  | Mr. Big                       |
| 7 mars       | "To Be with You"                  | Mr. Big                       |
| 14 mars      | "To Be with You"                  | Mr. Big                       |
| 21 mars      | "Save the Best for Last"          | Vanessa Williams              |
| 28 mars      | "Save the Best for Last"          | Vanessa Williams              |
| 4 april      | "Save the Best for Last"          | Vanessa Williams              |
| 11 april     | "Save the Best for Last"          | Vanessa Williams              |
| 18 april     | "Save the Best for Last"          | Vanessa Williams              |
| 25 april     | "Jump"                            | Kris Kross                    |
| 2 maj        | "Jump"                            | Kris Kross                    |
| 9 maj        | "Jump"                            | Kris Kross                    |
| 16 maj       | "Jump"                            | Kris Kross                    |
| 23 maj       | "Jump"                            | Kris Kross                    |
| 30 maj       | "Jump"                            | Kris Kross                    |
| 6 juni       | "Jump"                            | Kris Kross                    |
| 13 juni      | "Jump"                            | Kris Kross                    |
| 20 juni      | "I'll Be There"                   | Mariah Carey                  |
| 27 juni      | "I'll Be There"                   | Mariah Carey                  |
| 4 juli       | "Baby Got Back"                   | Sir Mix-a-Lot                 |
| 11 juli      | "Baby Got Back"                   | Sir Mix-a-Lot                 |
| 18 juli      | "Baby Got Back"                   | Sir Mix-a-Lot                 |
| 25 juli      | "Baby Got Back"                   | Sir Mix-a-Lot                 |
| 1 augusti    | "Baby Got Back"                   | Sir Mix-a-Lot                 |
| 8 augusti    | "This Used to Be My Playground"   | Madonna                       |
| 15 augusti   | "End of the Road"                 | Boyz II Men                   |
| 22 augusti   | "End of the Road"                 | Boyz II Men                   |
| 29 augusti   | "End of the Road"                 | Boyz II Men                   |
| 5 september  | "End of the Road"                 | Boyz II Men                   |
| 12 september | "End of the Road"                 | Boyz II Men                   |
| 19 september | "End of the Road"                 | Boyz II Men                   |
| 26 september | "End of the Road"                 | Boyz II Men                   |
| 3 oktober    | "End of the Road"                 | Boyz II Men                   |
| 10 oktober   | "End of the Road"                 | Boyz II Men                   |
| 17 oktober   | "End of the Road"                 | Boyz II Men                   |
| 24 oktober   | "End of the Road"                 | Boyz II Men                   |
| 31 oktober   | "End of the Road"                 | Boyz II Men                   |
| 7 november   | "End of the Road"                 | Boyz II Men                   |
| 14 november  | "How Do You Talk to an Angel"     | The Heights                   |
| 21 november  | "How Do You Talk to an Angel"     | The Heights                   |
| 28 november  | "I Will Always Love You"          | Whitney Houston               |
| 5 december   | "I Will Always Love You"          | Whitney Houston               |
| 12 december  | "I Will Always Love You"          | Whitney Houston               |
| 19 december  | "I Will Always Love You"          | Whitney Houston               |
| 26 december  | "I Will Always Love You"          | Whitney Houston               |